# Eugongylus rufescens
Eugongylus rufescens là một loài thằn lằn trong họ Scincidae. Loài này được Shaw mô tả khoa học đầu tiên năm 1802.